# Шестакова (река)
Шестакова — река на северо-западе Камчатского края в России.
Длина реки — 40 км. Протекает по территории Пенжинского района Камчатского края. Впадает в Пенжинскую губу Охотского моря.
Названа в честь якутского казачьего головы А. Ф. Шестакова, погибшего близ реки в 1729 году. До этого в документах отмечалась как Эгача. Корякское название реки Кытаппель — «место, где ставятся небольшие запоры на рыбу»

## Данные водного реестра
По данным государственного водного реестра России относится к Анадыро-Колымскому бассейновому округу.
Код водного объекта в государственном водном реестре — 19100000112120000052276.